# Joo Koon
- | Ilustracja                                |                                |
| Państwo                                   | Singapur                       |
| Data otwarcia                             | 28 lutego 2009                 |
| East West Line                            |                                |
| Poprzednia stacja                         | Pioneer                        |
| Następna stacja                           | Gul Circle                     |
| Położenie na mapie SingapuruJoo Koon MRT  |                                |
| 1°19′39″N 103°40′42″E/1,327500 103,678333 |                                |
| \| \| Multimedia w Wikimedia Commons \|   |                                |
|                                           | Multimedia w Wikimedia Commons |

Joo Koon – naziemna stacja Mass Rapid Transit (MRT) w Singapurze, która jest częścią East West Line, w dzielnicy przemysłowej Joo Koon. Razem z dworcem autobusowym Joo Koon Bus Interchange stanowi ważny węzeł komunikacyjny.